# Budapesti Helyiérdekű Vasút

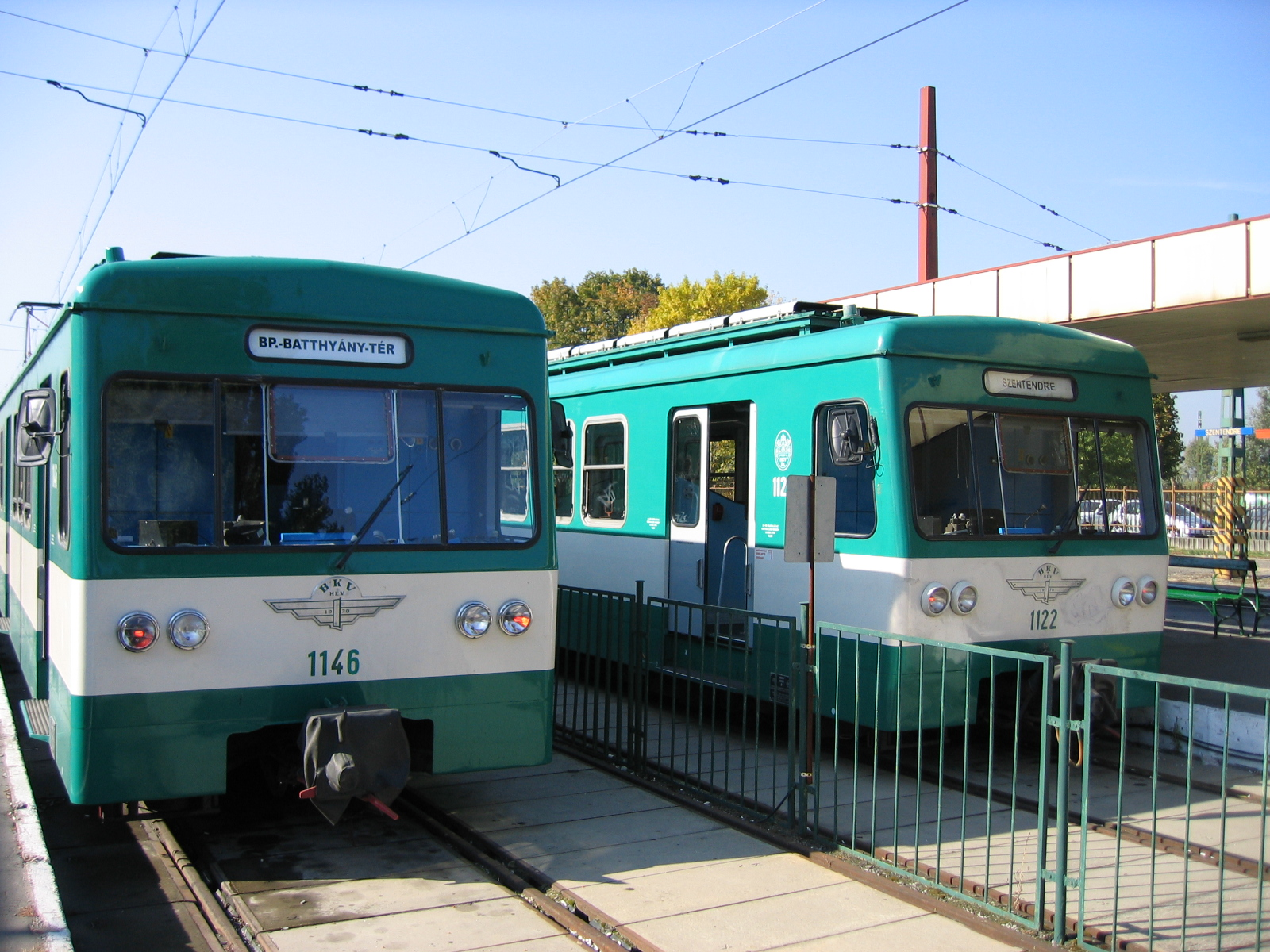
Zwei Züge der H5 am Endbahnhof Szentendre

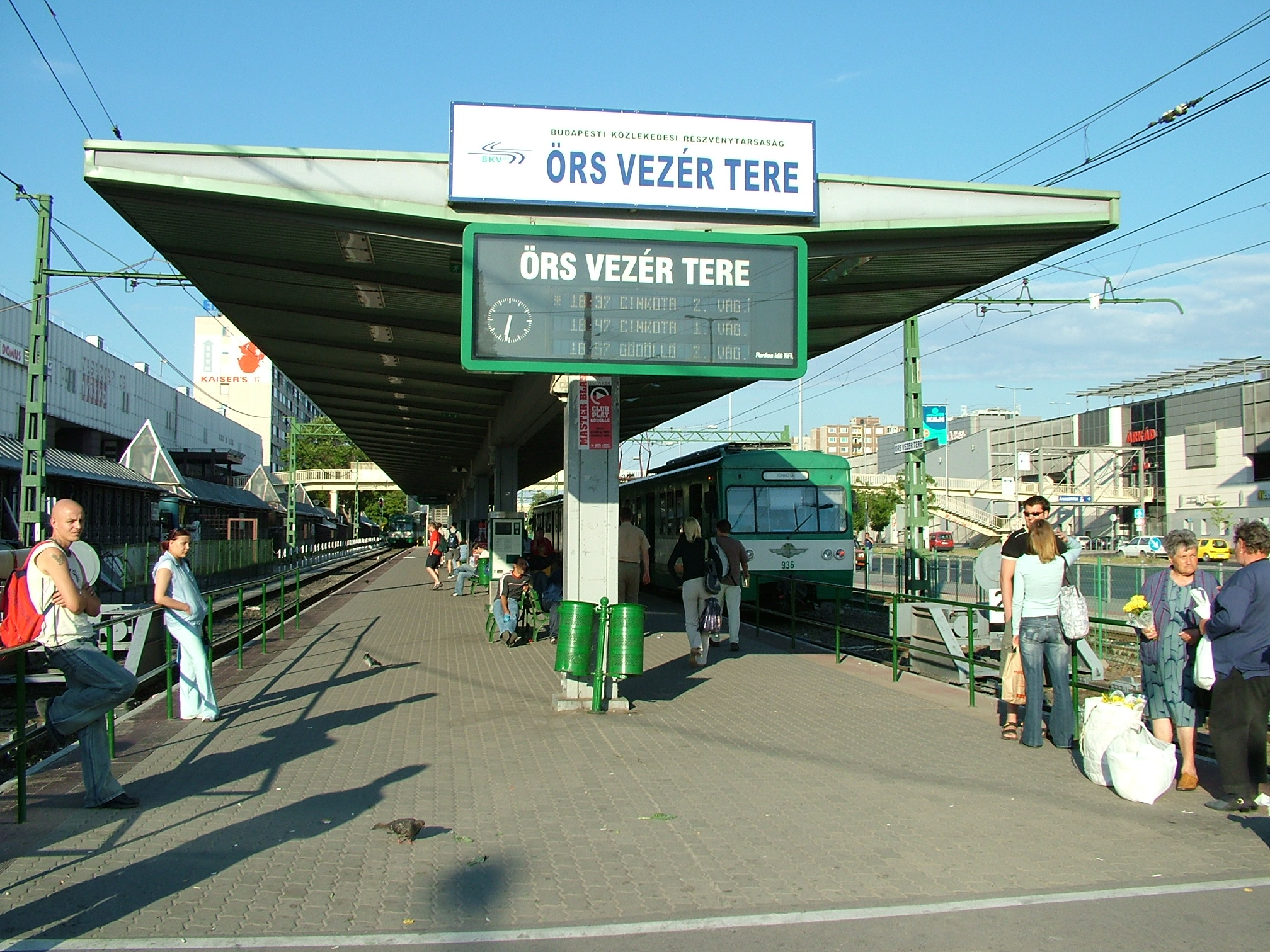
Örs vezér tere, Endbahnhof der Linien H8 und H9

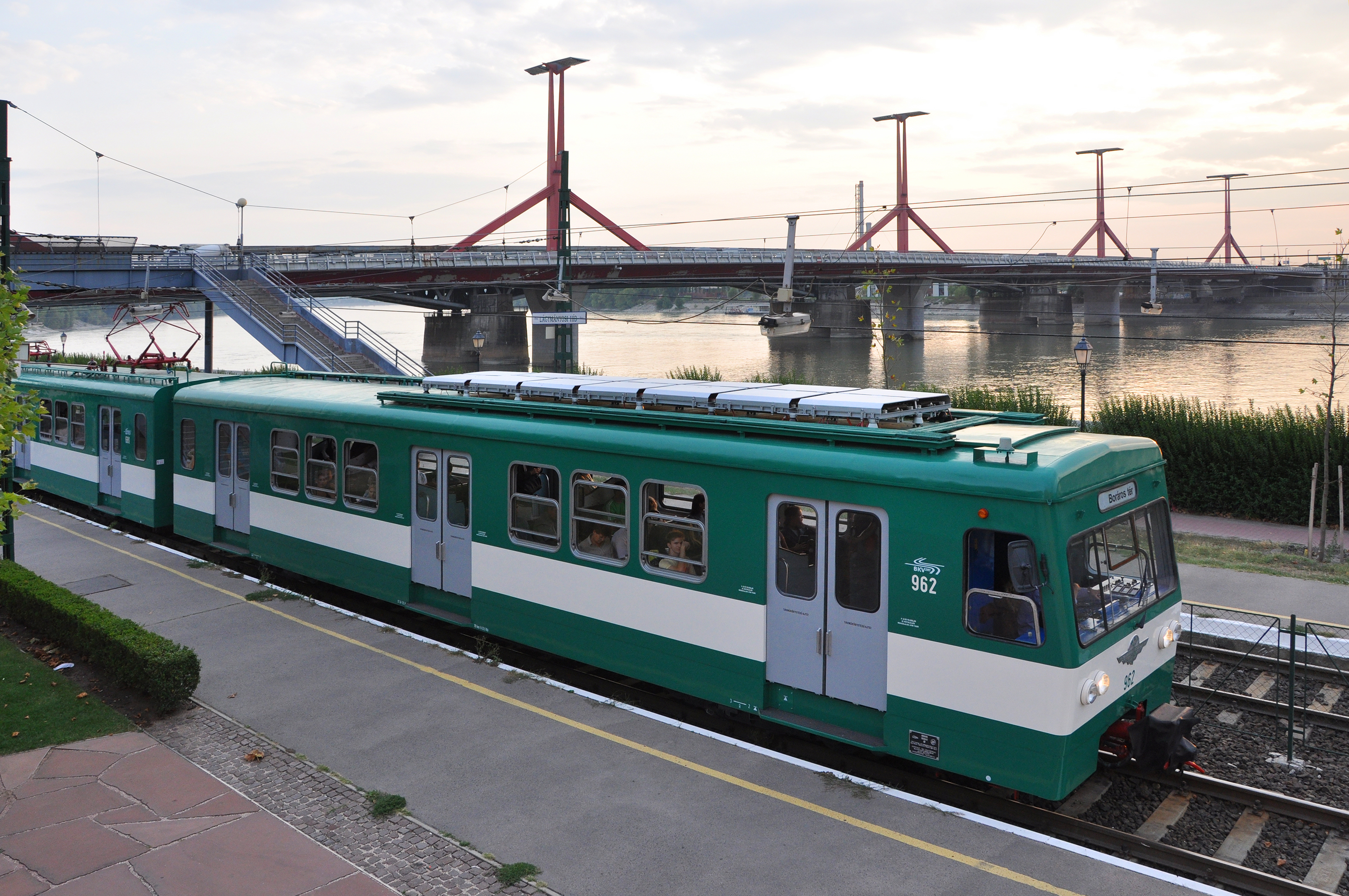
Bahnhof Lágymányosi híd der Linie H7

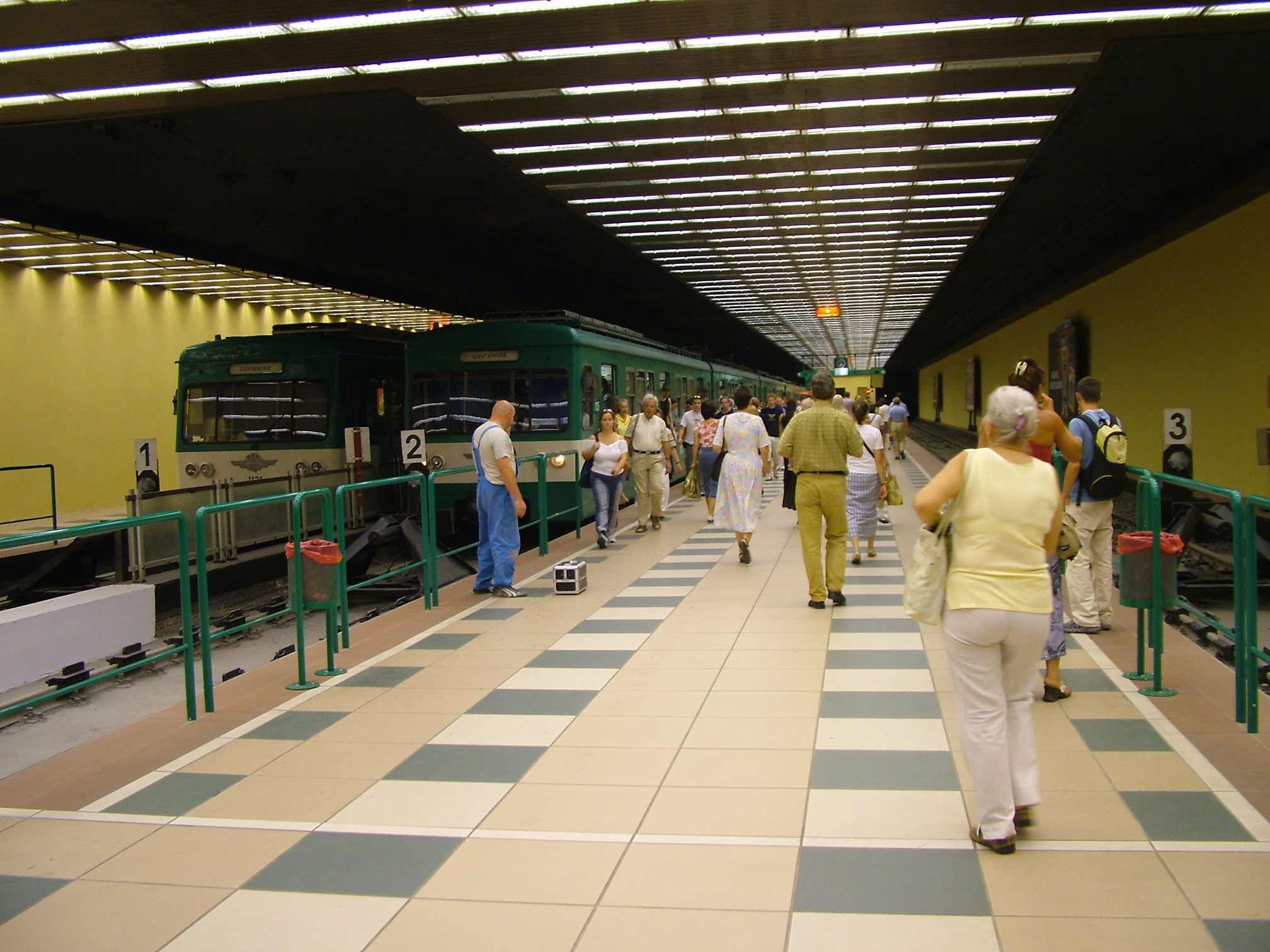
Batthyány tér, Endbahnhof der Linie H5 mit Umsteigemöglichkeit zur M2

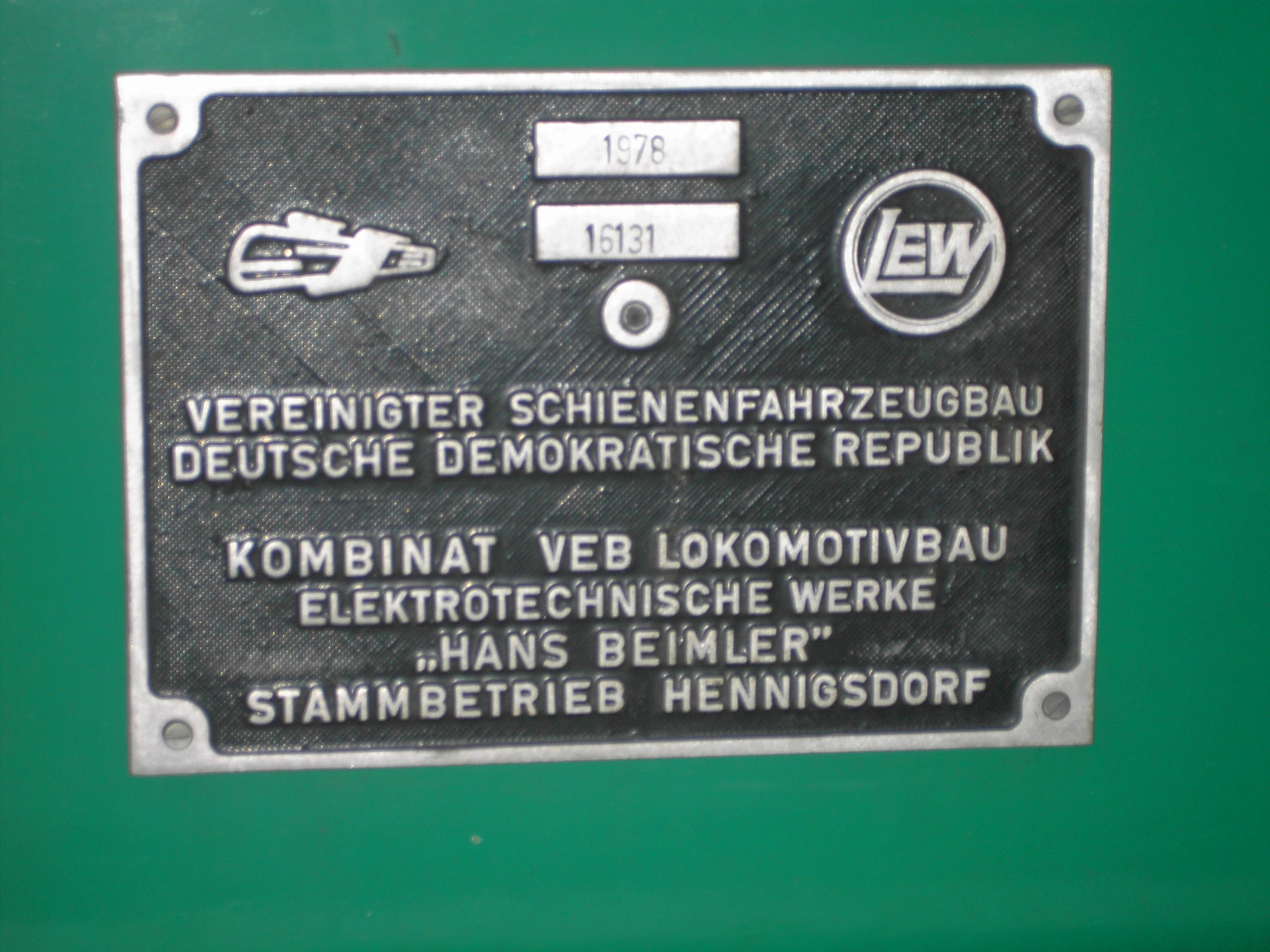
Fabrikschild des DDR-Unternehmens Lokomotivbau Elektrotechnische Werke „Hans Beimler“ Hennigsdorf (LEW)

Als Budapesti Helyiérdekű Vasút (BHÉV), auch oft kurz als Helyiérdekű Vasút (HÉV), werden vier Eisenbahnstrecken bezeichnet, welche die ungarische Hauptstadt Budapest mit ihren Vororten im Umland verbinden. Ursprünglich eine Tochtergesellschaft, war sie 1968 bis 2016 in das kommunale Budapester Nahverkehrsunternehmen BKV Zrt. integriert, seitdem ist das Verkehrsunternehmen MÁV-HÉV Zrt. zuständig, das eine Tochtergesellschaft der ungarischen Staatsbahn Magyar Államvasutak (MÁV) ist.

## Geschichte
Zur Erschließung der Vororte entstanden in der zweiten Hälfte des 19. Jahrhunderts mehrere dampfbetriebene Lokalbahnen. Am 28. Dezember 1889 wurde die BHÉV als Tochtergesellschaft der Straßenbahngesellschaft Budapesti Közúti Vaspálya Társaság (BKVT) gegründet. Das Netz wuchs im Laufe der Jahrzehnte an und wurde um die Jahrhundertwende elektrifiziert, im Ersten Weltkrieg erfolgte die Umstellung auf Triebwagen-Einsatz.
Die BHÉV wurde vor dem Zweiten Weltkrieg als Zusammenschluss mehrerer Verkehrsunternehmen gegründet. In der sozialistischen Zeit ging sie in staatlichen Besitz über und wurde in den 1950er Jahren für kurze Zeit mit der Staatsbahn MÁV zusammengeschlossen. Seit den 1960er Jahren war sie Teil der BKV, die auch alle anderen Nahverkehrsmittel in Budapest betreibt.

## Liniennetz
Das insgesamt 103,7 Kilometer umfassende BHÉV-Netz besteht aus vier betrieblich voneinander getrennten Strecken, die alle in Budapest beginnen. Sie führen nach Szentendre im Norden, Gödöllő im Osten, Ráckeve und zur Insel Csepel im Süden. Eine Strecke verzweigt sich im weiteren Verlauf, so dass das Netz von insgesamt fünf Linien bedient wird. Sie werden im Anschluss an die vier Linien der Metró Budapest (M1 bis M4) als H5 bis H9 bezeichnet.
Die Vorortzüge fahren nicht bis ins Stadtzentrum, sondern enden am Rand der Innenstadt, von wo aus U-Bahn-, Straßenbahn-, Oberleitungsbus- oder Autobuslinien weiter ins Zentrum führen. So endet die Strecke aus Gödöllő am Örs vezér tere im Osten Budapests, wo Übergang zur U-Bahn-Linie M2 besteht. Der am nächsten zum Stadtzentrum gelegene Bahnhof ist Batthyány tér.
Ursprünglich handelte es sich um als Lokalbahn konzessionierte Strecken, die auch Güterverkehr durchführten. Auf der Strecke nach Szentendre war dies beispielsweise bis 1997 der Fall. Hierzu sind die vier Vorortstrecken an vier Stellen mit dem Eisenbahnnetz der MÁV verknüpft, wo früher die Güterwagen übergeben wurden:
- H5: Kaszásdűlő (HÉV) <> Óbuda (MÁV)
- H6: Kén utca (HÉV) <> Soroksári út (MÁV)
- H7: Szabadkikötő (HÉV) <> Soroksári út (MÁV)
- H8/H9: Örs vezér tere (HÉV) <> Kőbánya-Teher (MÁV)

Die aufgrund der unterschiedlichen Stromsysteme nicht elektrifizierten Verbindungsgleise dienen bis heute dem Fahrzeugaustausch zwischen den vier Betriebsteilen und werden mit Diesellokomotiven überbrückt. Des Weiteren bestand beim Güterbahnhof Filatorigát bis in die 1990er Jahre auch eine direkte Gleisverbindung zwischen der H5 und der Linie 1 der Budapester Straßenbahn.
| Logo         | Name            | Linienweg                  | Länge   | Halte | Fahrzeit |
| ------------ | --------------- | -------------------------- | ------- | ----- | -------- |
| Vorortzug H5 | Szentendrei HÉV | Batthyány tér ↔ Szentendre | 20,9 km | 17    | 39 min   |
| Vorortzug H6 | Ráckevei HÉV    | Közvágóhíd ↔ Ráckeve       | 40,1 km | 22    | 73 min   |
| Vorortzug H7 | Csepeli HÉV     | Boráros tér ↔ Csepel       | 6,7 km  | 6     | 13 min   |
| Vorortzug H8 | Gödöllői HÉV    | Örs vezér tere ↔ Gödöllő   | 25,6 km | 20    | 48 min   |
| Vorortzug H9 | Csömöri HÉV     | Örs vezér tere ↔ Csömör    | 10,7 km | 12    | 24 min   |

### Vorortzug H5Békásmegyeri/szentendrei HÉV
Die einzige Richtung Norden nach Szentendre führende Linie hat eine Länge von 21 Kilometern bei einer Fahrtzeit von 38 Minuten. Am Batthyány tér besteht Übergangsmöglichkeit zur Metrolinie   sowie zu den am Budaer Donauufer entlangführenden Straßenbahnlinien 19 und 41.
Streckenverlauf: Batthyány tér – Margit híd, budai hídfő – Szépvölgyi út – Tímár utca – Szentlélek tér – Filatorigát – Kaszásdűlő – Aquincum – Rómaifürdő – Csillaghegy – Békásmegyer – Budakalász – Budakalász, Lenfonó – Szentistvántelep – Pomáz – Pannóniatelep – Szentendre

### Vorortzug H6Ráckevei HÉV
Diese Richtung Südwesten nach Ráckeve führende Linie ist mit einer Länge von 40 Kilometern und einer Fahrtzeit von 73 Minuten die längste aller Vorortbahnen und beginnt südöstlich der Csepeli HÉV. Die Endstation Közvágóhíd kann mit der Straßenbahn-Ringlinie 1, der Donauuferlinie 2 und der Linie 24 vom Keleti pályaudvar (Ostbahnhof) erreicht werden.
Verlauf: Közvágóhíd – Kén utca – Pesterzsébet felső – Torontál utca – Soroksár felső – Soroksár, Hősök tere – Szent István utca – Millenniumtelep – Dunaharaszti felső – Dunaharaszti külső – Szigetszentmiklós – József Attila-telep – Szigetszentmiklós alsó – Szigetszentmiklós-Gyártelep – Szigethalom – Szigethalom alsó – Tököl – Szigetcsép – Szigetszentmárton-Szigetújfalu – Horgásztanyák* – Angyalisziget* – Ráckeve
Anmerkung: * = saisonabhängig

### Vorortzug H7Csepeli HÉV
Mit einer Länge von nur sieben Kilometern und einer Fahrtzeit von 13 Minuten ist diese nach Süden auf die Donauinsel Csepel führende Linie die kürzeste aller Vorortbahnen. Das Innenstadtterminal ist mit der Straßenbahnlinie 2 (entlang des Pester Donauufers) oder den Ringlinien 4 und 6 erreichbar. Die Station Corvin-negyed der Metrolinie   liegt einen halben Kilometer entfernt.
Verlauf: Boráros tér – Müpa, Nemzeti Színház – Szabadkikötő – Szent Imre tér – Karácsony Sándor utca – Csepel

### Vorortzug H8Gödöllői HÉV
Diese Linie Richtung Osten nach Gödöllő benötigt eine Fahrtzeit von 46 Minuten bei einer Streckenlänge von 26 Kilometern. Über die Metrolinie  , die gerade am Örs vezér tere endet, besteht ein schneller und effizienter Anschluss in die Innenstadt. Sie ist die einzige Strecke, die noch immer im Linksverkehr betrieben wird. Diese Strecke verbindet auch einige Sehenswürdigkeiten miteinander, unter anderem das Schloss zu Gödöllő und den Wasserpark in Mogyoród.

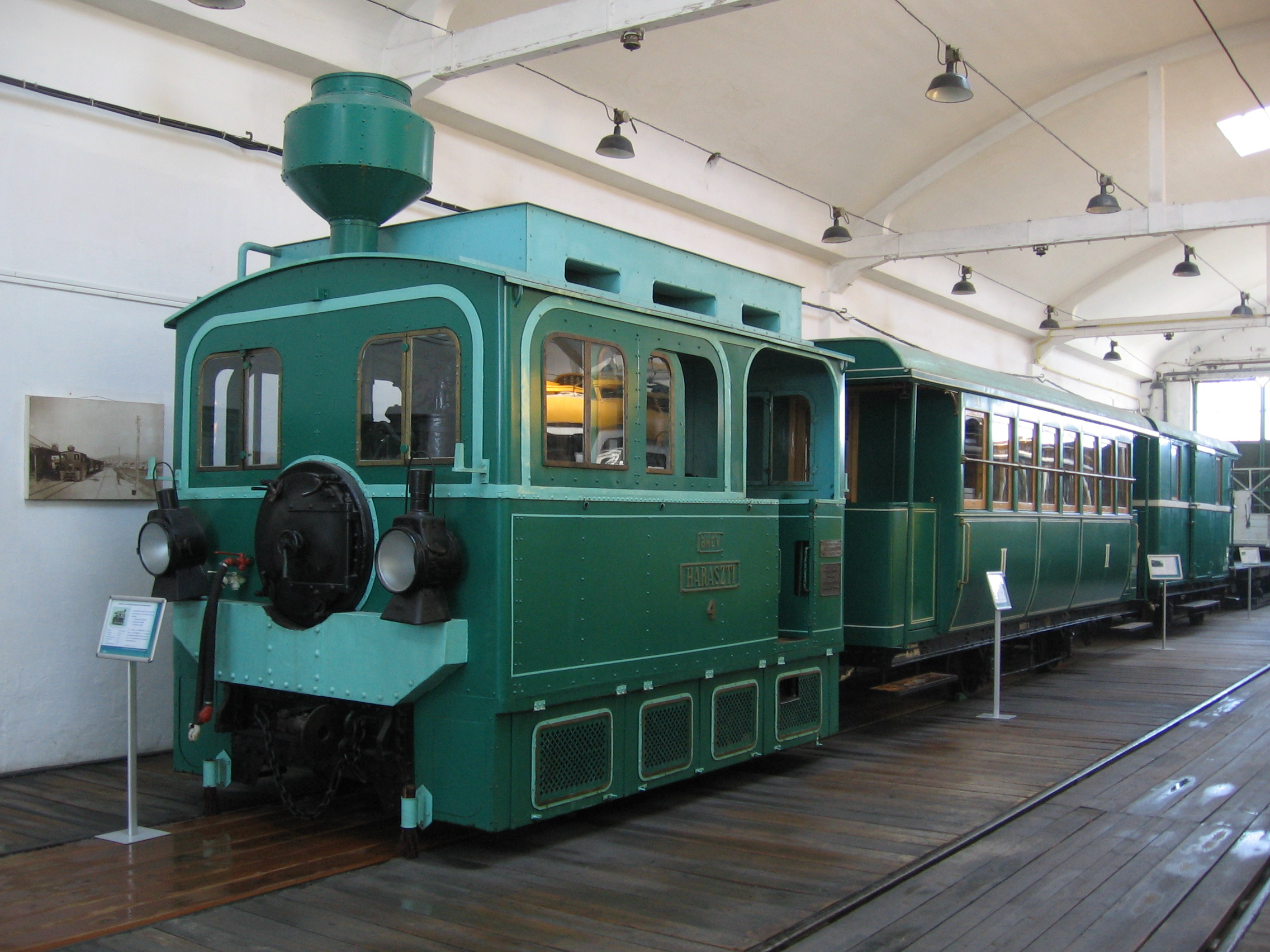
BHÉV-Dampfzug im Verkehrsmuseum Szentendre

Verlauf: Örs vezér tere – Rákosfalva – Nagyicce – Sashalom – Mátyásföld, repülőtér – Mátyásföld, Imre utca – Mátyásföld alsó – Cinkota – Ilonatelep – Kistarcsa, kórház – Kistarcsa – Zsófialiget – Kerepes – Szilasliget – Mogyoród – Szentjakab – Gödöllő, Erzsébet park – Gödöllő, Szabadság tér – Gödöllő, Palotakert – Gödöllő

### Vorortzug H9Csömöri HÉV
Diese Linie führt bis Cinkota auf der gleichen Strecke wie die Gödöllői HÉV. Die Länge beträgt elf Kilometer, die Fahrtzeit 23 bis 24 Minuten.
Verlauf: Örs vezér tere – Rákosfalva – Nagyicce – Sashalom – Mátyásföld, repülőtér – Mátyásföld, Imre utca – Mátyásföld alsó – Cinkota – Cinkota alsó – Árpádföld – Szabadságtelep – Csömör

## Technik
Sämtliche HÉV-Strecken sind normalspurig, elektrifiziert und werden mit 1000 Volt Gleichspannung betrieben.
Es werden mehrere Triebwagentypen eingesetzt, darunter hauptsächlich die Baureihen MX und MXA aus der Deutschen Demokratischen Republik, zum Teil sind aber auch noch ältere, in Ungarn hergestellte, Fahrzeuge des Typs M IX A im Einsatz. Die Linien H8 und H9 verkehren im Linksverkehr, alle anderen jedoch rechts.